# كريستين نيلسون
كريستين نيلسون (بالإنجليزية: Kristin Nelson)‏ هي فنانة وممثلة أمريكية، ولدت في 25 يونيو 1945 في الولايات المتحدة، وتوفيت في 27 أبريل 2018 بسبب نوبة قلبية.

## وصلات خارجية
- كريستين نيلسون على موقع IMDb (الإنجليزية)
- كريستين نيلسون على موقع ديسكوغز (الإنجليزية)
- كريستين نيلسون على موقع قاعدة بيانات الفيلم (الإنجليزية)
- كريستين نيلسون على موقع كينوبويسك (الروسية)